# Ribe-Esbjerg HH
Ribe-Esbjerg HH er en dansk herrehåndboldklub, der er en overbygning mellem Ribe Håndboldklub, Sædding Guldager Idrætsforening. Den fælles overbygning havde sin første sæson i 2008/2009, hvor de vandt 2. division pulje to og rykkede dermed op i 1. division. Klubben sikrede sig i sæsonen 2011/12 direkte oprykning til Herreligaen fra 1. divisionen som grundspilsvinder.
I sæsonen 2011/12 blev klubben ramt af en tragedie da den 23-årige spiller Lars Olsen faldt død om d. 25. september, 2011 i forbindelse med en kamp mod Team Sydhavsøerne i Maribo.
Holdet kvalificerede sig for første gang til DM-semifinalerne i sæsonen 2016-17, efter at have vundet deres slutspilspulje. De blev sammenlagt nummer 4 den sæson, efter to nederlag til Bjerringbro-Silkeborg i bronzekampene.

## Spillertrup 2022-23
| Nr. | Navn                     | Nationalitet | Position     |
| --- | ------------------------ | ------------ | ------------ |
| 2   | Sander Juel              | Danmark      | Stregspiller |
| 4   | Elvar Ásgeirsson         | Danmark      | Venstre back |
| 5   | Emil Grønbech Hansen     | Danmark      | Højre back   |
| 6   | Torben Petersen          | Danmark      | Venstre back |
| 7   | Jonas Larholm            | Sverige      | Playmaker    |
| 8   | Simon Birkefeldt         | Danmark      | Højre back   |
| 9   | Mads Lauridsen           | Danmark      | Højre fløj   |
| 10  | Magnus Haubro            | Danmark      | Playmaker    |
| 11  | Mathias Jørgensen        | Danmark      | Højre fløj   |
| 14  | Marcus Dahlin            | Sverige      | Højre back   |
| 15  | Jesper Munk              | Danmark      | Stregspiller |
| 17  | Andreas Søgaard          | Danmark      | Stregspiller |
| 18  | Marcus Mørk              | Danmark      | Venstre back |
| 19  | Jesper Lindgren          | Sverige      | Playmaker    |
| 23  | William Aar              | Norge        | Venstre back |
| 31  | Morten Jørgensen         | Danmark      | Venstre fløj |
| 74  | Markus Howe Madsen       | Danmark      | Målvogter    |
| 92  | Sune Iversen             | Danmark      | Venstre fløj |
| 93  | Arnar Birkir Hálfdansson | Island       | Højre fløj   |